# Cheiranthera brevifolia
Espèce
Cheiranthera brevifolia est une espèce de plantes à fleurs de la famille des Pittosporaceae. C'est un arbuste originaire du sud de l'Australie-Occidentale.

## Description
Cheiranthera brevifolia est un petit arbuste dressé, peu ramifié. Ses tiges sont lisses, 0,2 m de haut et peu ramifiées. Il pousse dans le sable graveleux, la latérite et le granite sur des collines ondulées près de Esperance et Albany en Australie-Occidentale.

## Systématique
Le nom correct complet (avec auteur) de ce taxon est Cheiranthera brevifolia F.Muell.,.
Cheiranthera brevifolia a pour synonyme :
- Cheiranthera filifolia var. brevifolia (F.Muell.) Benth.

### Publication originale
- (la) Ferdinandus Mueller, Fragmenta phytographiæ Australiæ, vol. 1, Melbourne, 1858, 252 p. (lire en ligne), p. 97.